# Nationalpark Holossijiw

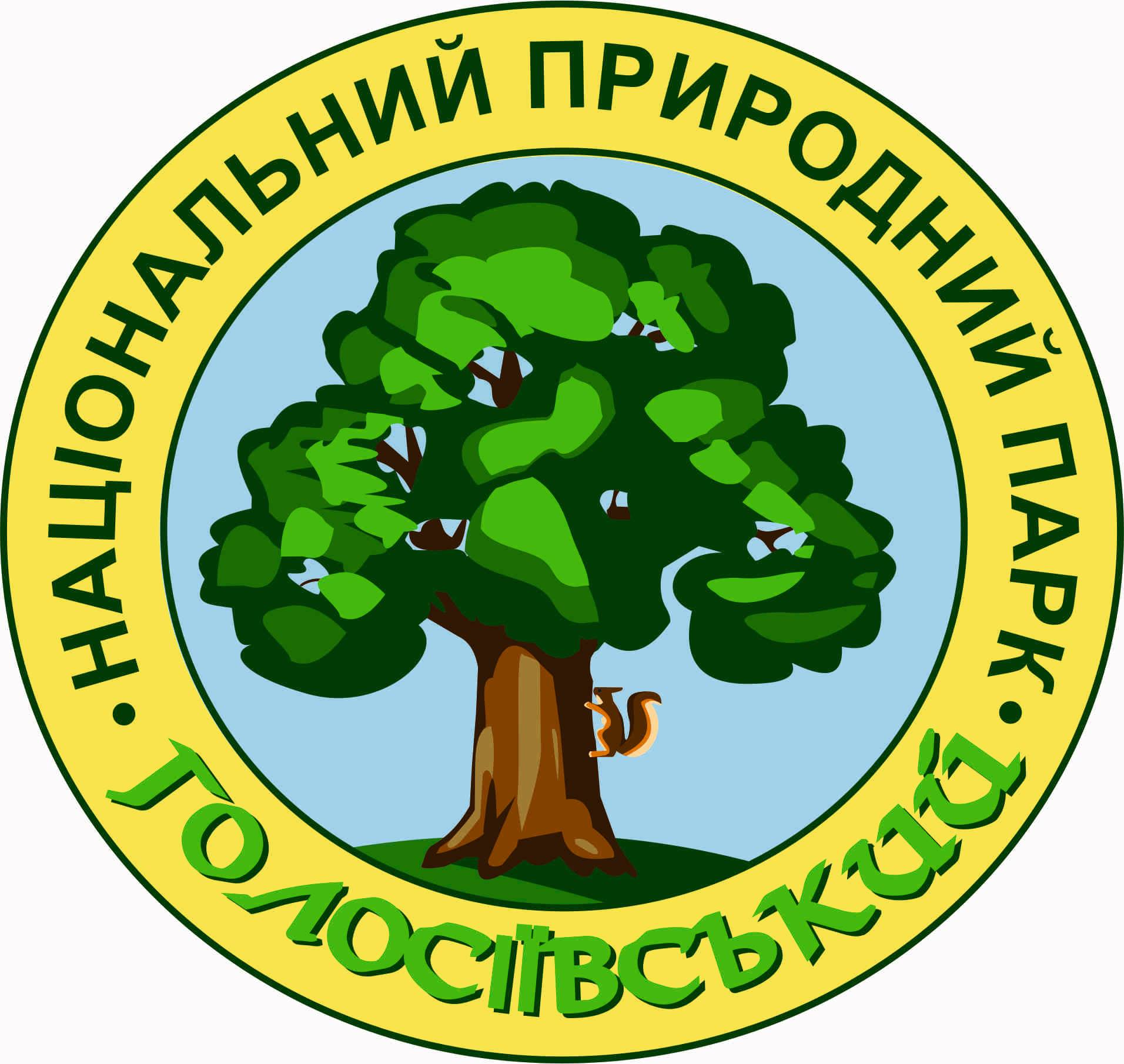
Logo des Nationalparks

Der Nationalpark Holossijiw (ukrainisch Націона́льний приро́дний парк Голосі́ївський) ist ein Waldareal und ein Naturschutzgebiet in der Agglomeration der ukrainischen Hauptstadt Kiew. Er befindet sich im Verwaltungsbezirk Rajon Holossijiw im Süden  der Großstadt und untersteht dem ukrainischen Ministerium für Umweltschutz und Naturressourcen. Der Nationalpark liegt als eine der größten Naturflächen im Stadtgebiet zwischen ausgedehnten Siedlungsarealen und dient teilweise auch als Naherholungsgebiet.
Der mit einem Erlass des ukrainischen Ministerpräsidenten Wiktor Juschtschenko vom 27. August 2007 errichtete Nationalpark hat wegen seiner vielfältigen Landschaftsform mit Hügeln, Seen und anderen Gewässern, Urwaldflächen sowie einer reichen Biodiversität eine große naturwissenschaftliche und ökologische Bedeutung. Im Schutzgebiet befinden sich mehrere schon im 20. Jahrhundert entstandene Bildungseinrichtungen sowie medizinische und kulturgeschichtliche Institutionen. Einige Abschnitte des Waldareals sind als Landschaftsgärten gestaltet.

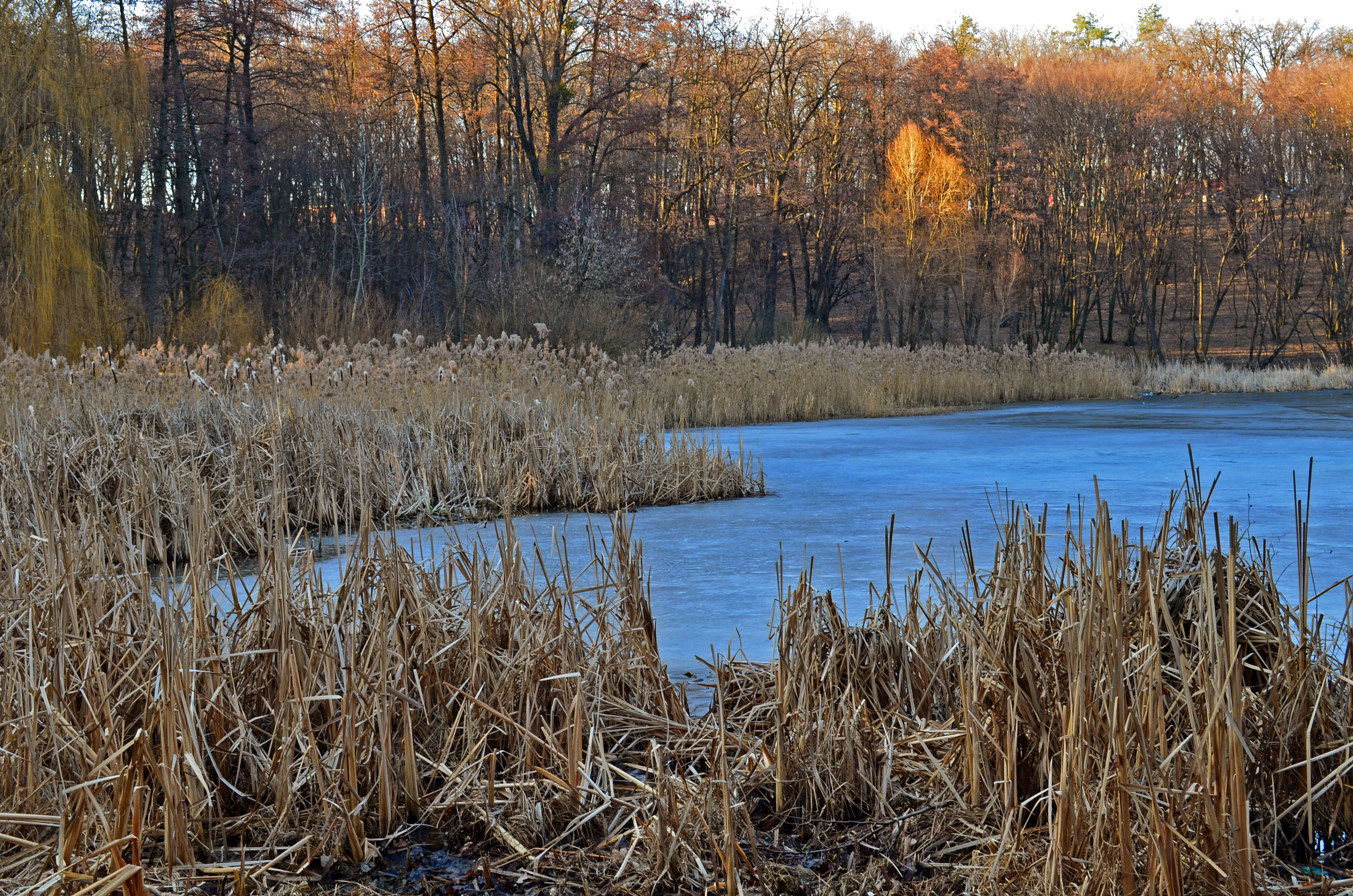
Feuchtgebiet im Nationalpark

## Geografie
Der Nationalpark hat eine Fläche von 4525 Hektar. Er liegt in der weiten Hügelzone von Kiew und am Nordrand des Dneprhochlandes. Das stadtnahe bewaldete Areal bildet ein Relikt der ursprünglichen Waldsteppenzone westlich des Dnepr, wo der Wald in der weiteren Umgebung sonst fast vollständig durch Siedlungsflächen und Kulturland ersetzt worden ist. Unterschiedliche Waldbiotope bedecken mehr als 90 Prozent der Fläche des Nationalparks. Dazwischen liegen in Erosionsrinnen einige Feuchtgebiete, Seen und andere Gewässer mit einer Oberfläche von etwa 110 ha. Der nördliche, vom Stadtzentrum gut erreichbare Abschnitt der Waldlandschaft ist mit einem dichten Wegenetz, Verpflegungsstationen und Besucherattraktionen ausgestattet. Ein Randbereich ist als Landschaftsgarten dem Gedächtnis an den ukrainischen Dichter Maksym Rylskyj gewidmet.
Zwei kleinere bewaldete Grünflächen etwas außerhalb des geschlossenen Waldgebiets gehören ebenfalls zum Nationalpark: der Wald von Teremky im Südwesten und ein Waldareal im Osten, das von der Stolychne-Autobahn durchschnitten wird.

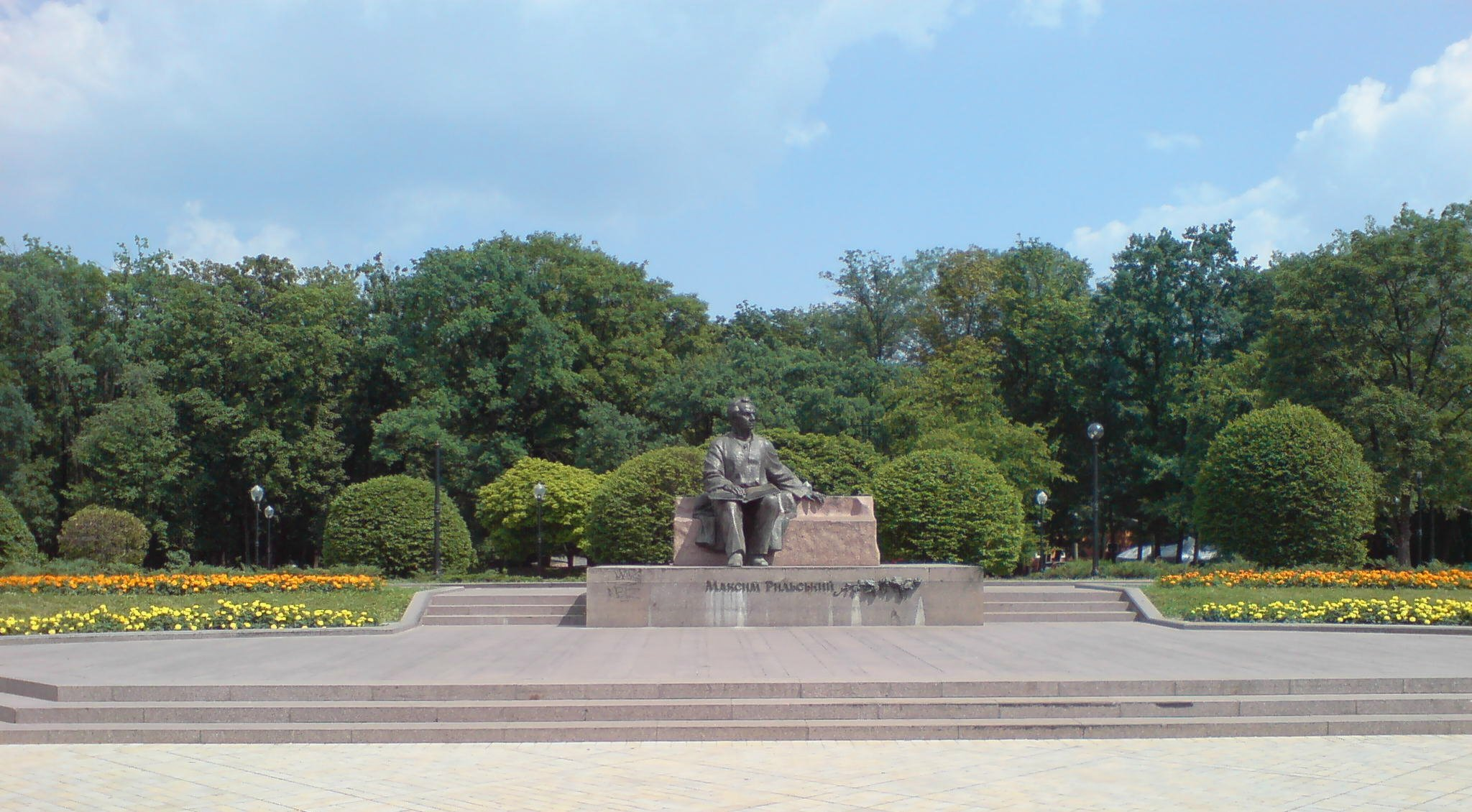
Denkmal für den Dichter Maksym Rylskyj

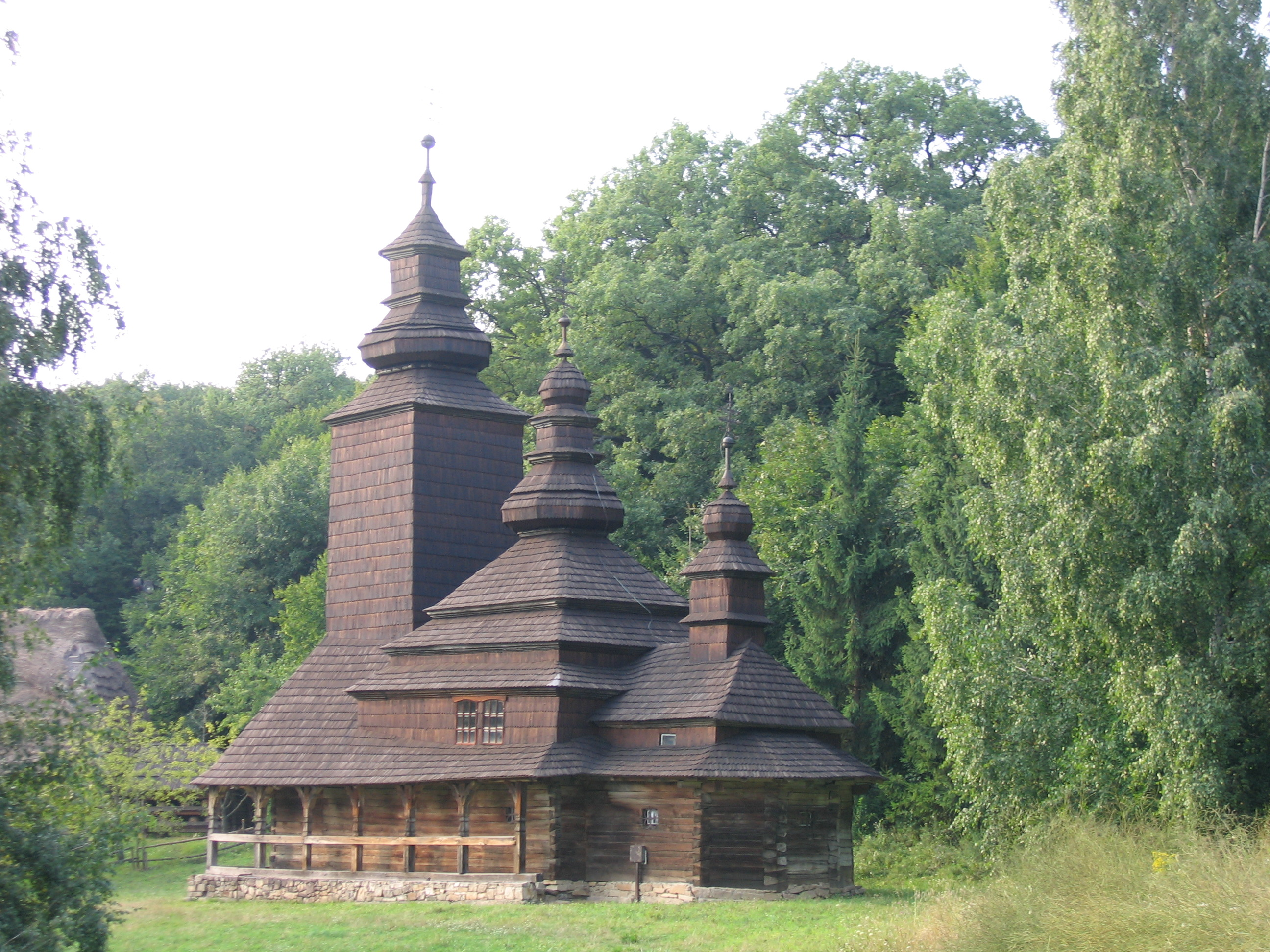
Holzkirche des Dorfes aus den Karpaten, eines Bereichs des Nationalen Freilichtmuseums im Nationalpark Holossijiw

Mitten in den Wäldern des Nationalparks liegen in parkähnlichen Lichtungen mehrere öffentliche Einrichtungen mit verstreuten Gebäudegruppen und gut ausgebauten Zugangsstraßen: Zu erwähnen sind besonders das Hauptobservatorium der Nationalen Akademie der Wissenschaften der Ukraine, der ausgedehnte Campus der Nationalen Landwirtschaftlichen Universität der Ukraine mit einem eigenen Botanischen Garten, das Feofanija-Krankenhaus und eine Klinik für Strahlentherapie sowie das nach dem Pionier der Imkerei Petro Prokopowytsch benannte nationale Institut und Museum für Bienenzucht. Das 1969 gegründete Pyrohiw-Museum für Volksarchitektur und Brauchtum der Ukraine, eines der weltweit größten Freilichtmuseen, erstreckt sich über ein 150 Hektar großes Gelände am südlichen Waldrand und teilweise auf Lichtungen im Nationalpark.
Im offenen Land unmittelbar neben dem Nationalpark liegen dicht überbaute Stadtquartiere von Kiew und zahlreiche Verkehrsflächen. Neben großstädtischen Wohnsiedlungen, Satellitenstädten, Datschenkolonien und Gewerbezonen befinden sich auch bedeutende öffentliche Einrichtungen am Rand des Parkgebiets: Sportanlagen, darunter zum Beispiel die Pferderennbahn von Kiew, das Nationale Messezentrum Expocenter der Ukraine, das Kloster der heiligen Dreifaltigkeit, das Krankenhaus des ukrainischen Grenzschutzes, das Bezirksgericht von Holossijiw, das Institut für Nuklearforschung und das Maksym-Rylskyj-Museum. Im Süden und Osten führt die Ringautobahn von Kiew, ein Abschnitt der Europastraße 40, und im Westen die Europastraße 95 am Nationalpark vorbei. Die Kreuzung der beiden Fernstraßen befindet sich im Quartier Teremky westlich davon.

## Geschichte
In der Gegend des Nationalparks sind urgeschichtliche Siedlungsspuren aus der Bronzezeit entdeckt worden.
Das Waldgebiet von Holossijiw ist 1541 erstmals urkundlich erwähnt. Es befand sich über Jahrhunderte im Besitz des Kiewer Höhlenklosters. Nach dem Beginn der Sowjetherrschaft und der Enteignung des Klosters wurden große Waldflächen in der Umgebung des heutigen Nationalparks gerodet, um Platz für neue Plansiedlungen zu schaffen. Im schließlich noch verbliebenen Wald entstanden außerdem mehrere staatliche Institutionen wie etwa die nationale Landwirtschaftsschule der Ukraine. In den 1950er und 1960er Jahren wurde eine Zone im Westen des Waldgebiets abgeholzt und für die Anlage des Expozentrums verwendet, dessen künstliches Parkgelände eine neue Grünfläche zwischen dem Naturschutzgebiet und der Stadtsiedlung schuf.
Im Südwesten des Naturschutzgebiets liegen Krankenhäuser, die zum großen Parkgebiet der Feofanija zählen. Deren Hauptteil befindet sich außerhalb des Nationalparks, heute von diesem durch die Europastraße 40 getrennt, in einer benachbarten Waldzone. Die Anlage von Feofanija ging aus einer frühneuzeitlichen Klostersiedlung und Dependance des St. Michaelsklosters von Kiew hervor. Auch dieser Kirchenbesitz wurde 1919 verstaatlicht und später teilweise dem Nationalen Botanischen Institut zur Verfügung gestellt.
Einige Bauten der 1925 bis 1931 durch die Ukrainische Sozialistische Sowjetrepublik errichteten Kiewer Feldbefestigung, einer ausgedehnten Verteidigungsanlage im westlichen Umland der Stadt Kiew, sind im Nationalpark erhalten geblieben. Historische Bunkerruinen werden heute als Spielplätze genutzt.
Der Plan zur Gründung eines Nationalparks im Waldgebiet von Holossijiw geht auf die Initiative des Biologen und Naturschützers Mychajlo Juchymowytsch zurück und wurde im Jahr 2007 mit einem Regierungsdekret umgesetzt.

## Flora und Fauna
In der Waldlandschaft, die stellenweise extensiv forstwirtschaftlich genutzt und gepflegt wird, sind etwa 650 Arten von Gefäßpflanzen, 118 Arten von Moos und mehr als 60 Pilzarten inventarisiert worden. Im Baumbestand sind die Hainbuche, die Stieleiche, der Feldahorn, der Spitzahorn, die Winterlinde, die Schwarz-Erle, die Vogel-Kirsche, die Flatterulme und die Gemeine Esche weit verbreitet. Fünf Pflanzenarten sind gemäß der Berner Konvention besonders geschützt und einige sind in der Roten Liste gefährdeter Arten in der Ukraine aufgeführt. Mehrere sehr alte Eichen nehmen im Baumbestand des Nationalparks eine herausragende Stellung ein; teilweise sind sie mit besonderen Namen bezeichnet und, wie etwa die Petro-Mohyla-Eiche, die an den Heiligen und Metropoliten von Kiew Petro Mohyla erinnert, als Einzelbäume in der Öffentlichkeit bekannt.
Zur Fauna im Nationalpark Holossijiw zählen Säugetiere (44 Arten), Wirbeltiere (181 Arten), Weichtiere (31 Arten), 190 Insektenarten, 10 Amphibienarten, 6 Reptilienarten und rund 100 Vogelarten. Die Rote Liste gefährdeter Arten in der Ukraine führt unter anderem auch mehrere Säugetiere auf, die im Wald von Holossijiw vorkommen, wie die Sumpfspitzmaus, das Hermelin, den Europäischen Iltis und den Otter.
Vier im Nationalpark Holossijiw lebende Tierarten sind in der IUCN-Liste gefährdeter Arten verzeichnet.

## Bilder

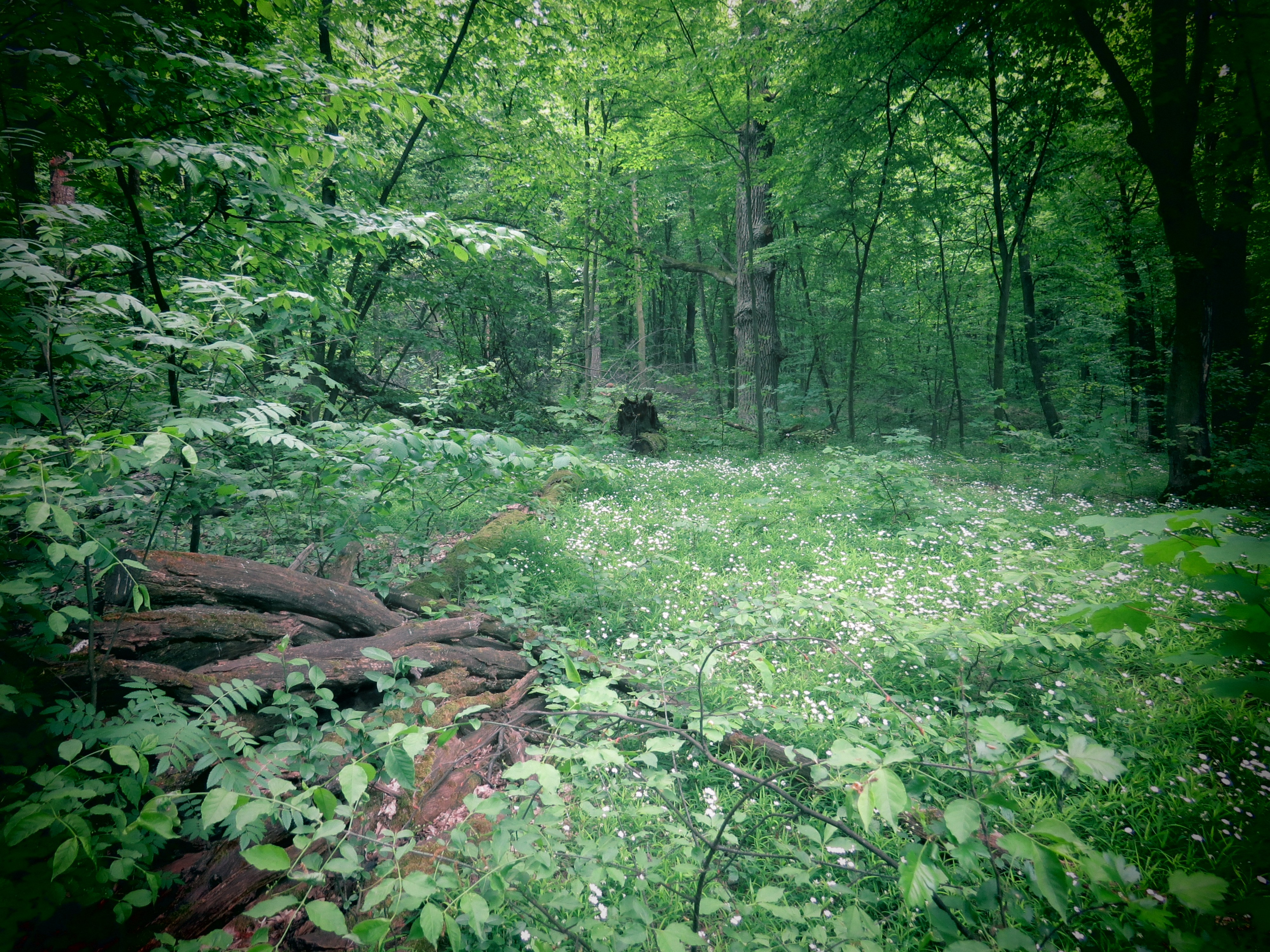
Urwaldlandschaft im Nationalpark
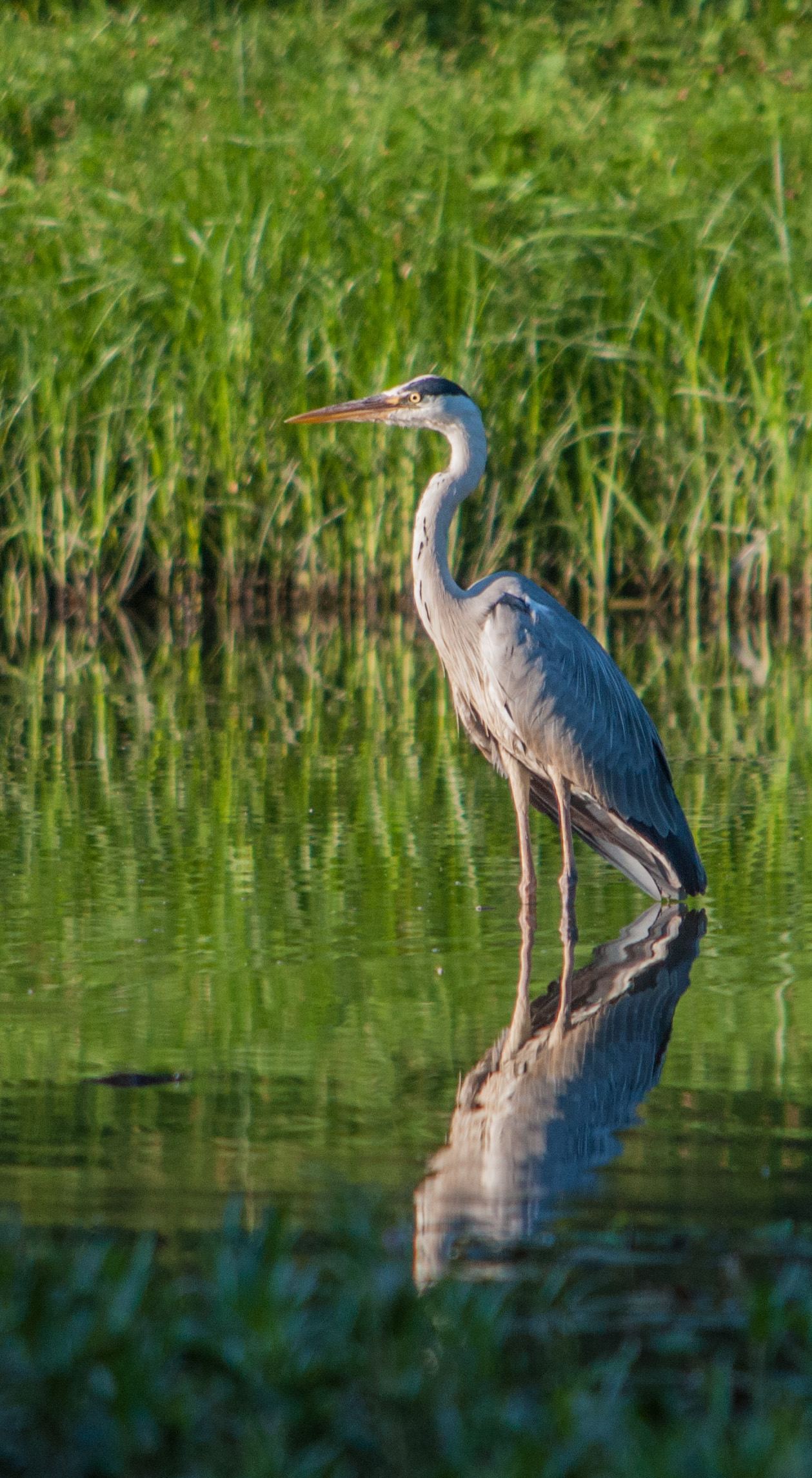
Graureiher
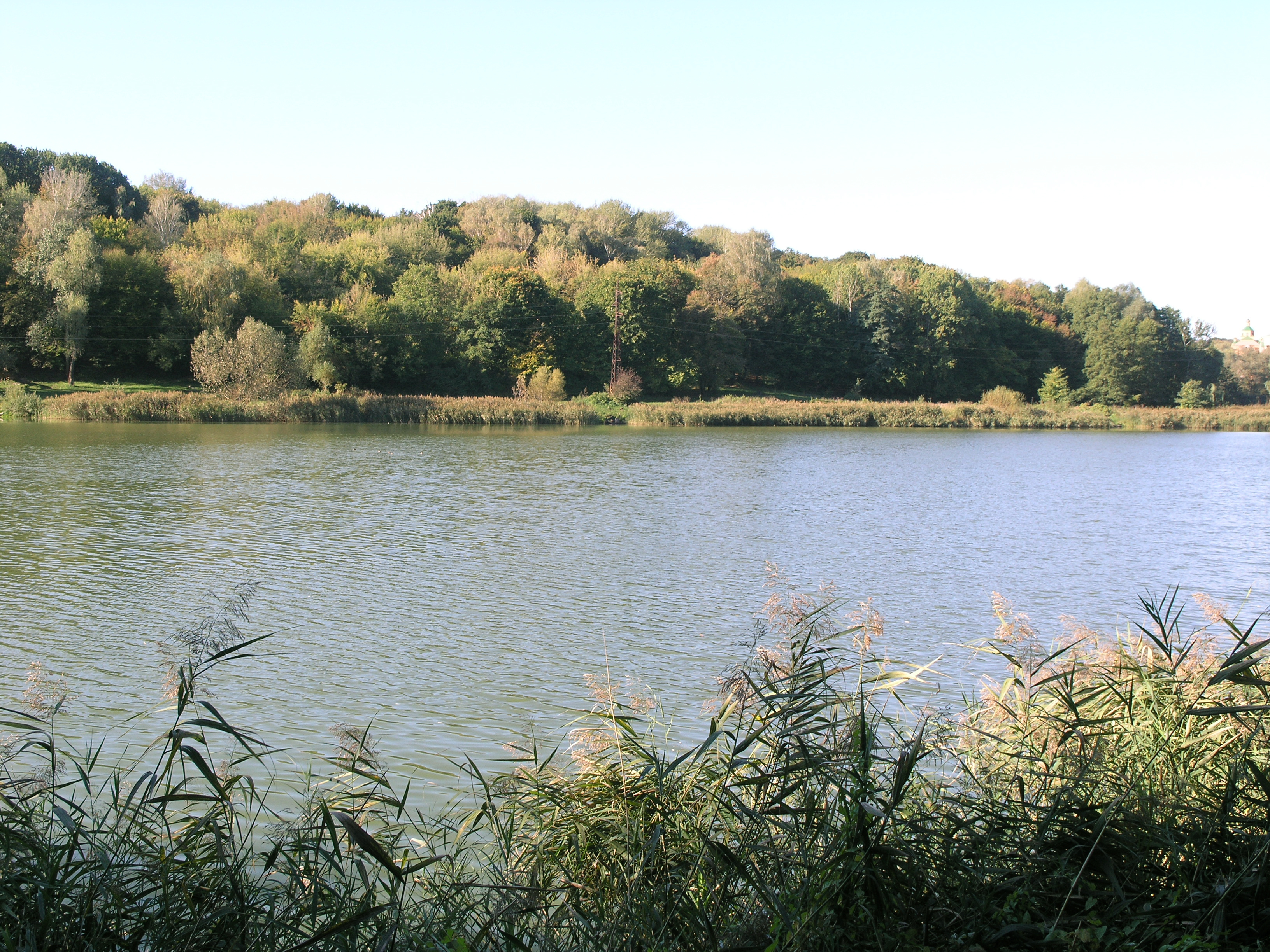
Ein See im Wald
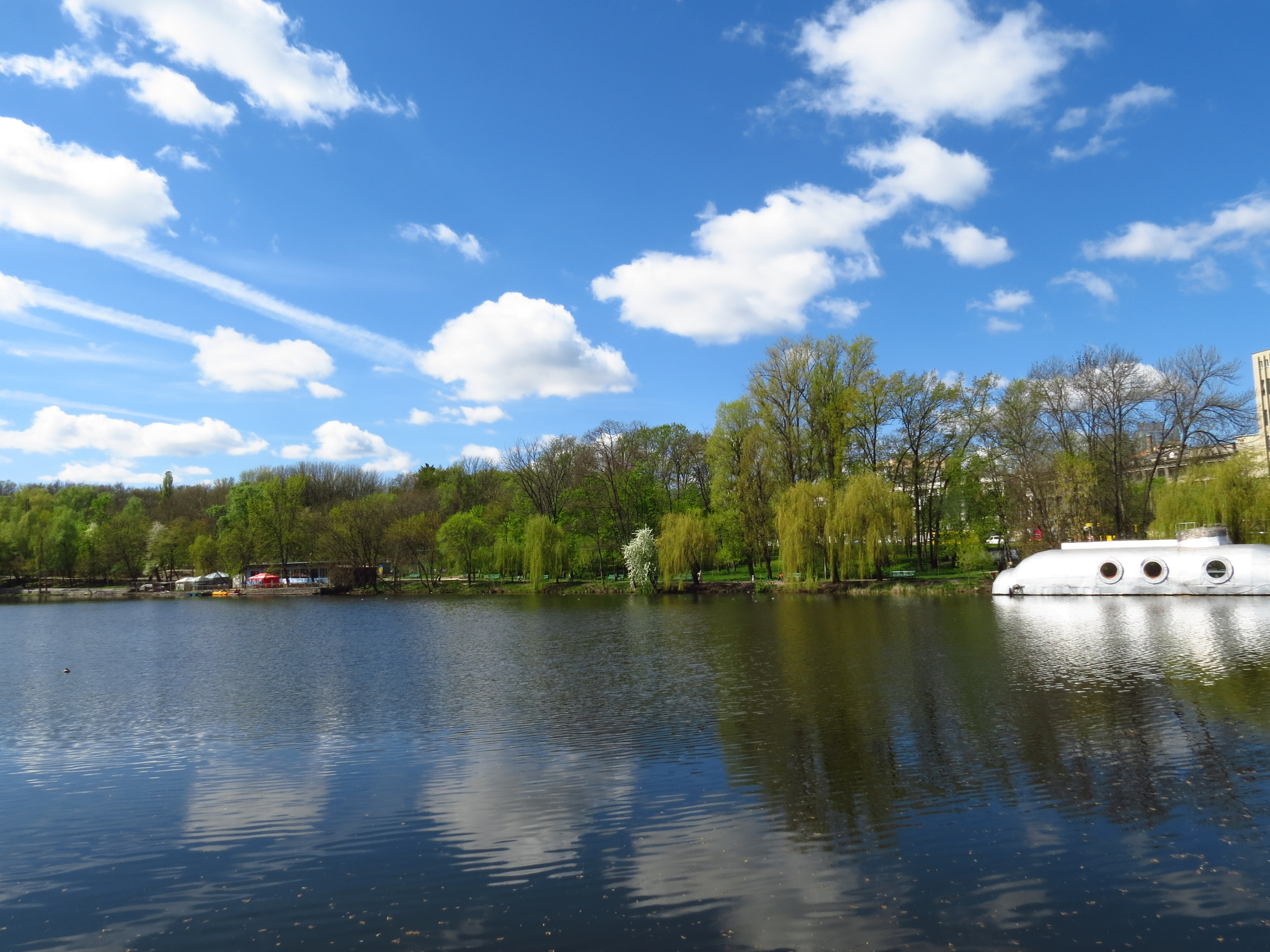
Erholungszone im stadtnahen Bereich des Nationalparks